# Stratís Tsircas
Stratís Tsircas (en griego Στρατής Τσίρκας) es el seudónimo de Yanis Jatsiandreas, uno de los más destacados escritores griegos de la generación de posguerra. Cultivó diversos géneros literarios, entre ellos poesía, ensayo, relato y novela. Asimismo realizó traducciones de autores extranjeros. Su trilogía Ciudades a la deriva [en griego Ακυβέρνητες Πολιτείες] constituye un hito en la narrativa griega moderna.

## Biografía
Tsircas nació en El Cairo el 23 de julio de 1911 y murió en Atenas en junio de 1980. Fue el mayor de cuatro hermanos en una familia que forma parte de la importante colonia griega de El Cairo, adonde su padre se había trasladado huyendo del servicio militar en el ejército turco. Su madre era hija de una familia desplazada de Quíos a causa del terrible terremoto de 1881. Vivirá su infancia entre El Cairo y Alejandría, lugar de residencia de su abuelo.
En 1928 se graduó en Comercio por la Escuela Ambetios y fue contratado por el Banco Nacional de Egipto, para el que trabajará durante un año. En los diez años siguientes trabajó como contable, y más tarde como director para la industria del algodón en el Alto Egipto, donde escribió sus primeros poemas y relatos sobre la vida y la miseria de los campesinos egipcios.
Simpatizante desde muy temprana edad del movimiento de izquierdas de Egipto se unió al principio, posiblemente en 1928, al grupo comunista de Sakelaris Yanacakis en El Cairo. Creó, junto con el pintor alejandrino Yanis Manganaris (1918 - Atenas 2007) y otros griegos de Egipto, la Residencia de Artistas Griegos de Alejandría.
En 1930 conoció a Cavafis en Alejandría, sobre el que tiempo después escribiría dos libros, Cavafis y su época (1958) y El Cavafis político (1971).
Más adelante, en 1933, con su padre enfermo de tuberculosis y trasladado a una clínica en el Líbano, Tsircas se hace cargo de las necesidades económicas de la familia, asentada ahora en Alejandría, donde él mismo pasará los veranos al terminar la temporada del algodón.
En 1935 el escritor se une a la organización multinacional Ittihâd Ansâr al-Salâm o Ligue Pacifiste, creada por el suizo Paul Jacot-Descombes, y se hace cargo de la coordinación de la sección griega junto con el poeta chipriota Ceodosis Pieridis. Durante este período escribe artículos en la revista Politismós-Civilisation, editada por la Ligue en tres idiomas (francés, árabe y griego).
En 1937 contrajo matrimonio con Andigoni Kerasioti y en julio del mismo año partió a París, donde participó en el II Congreso Internacional de Escritores por la Defensa de la Cultura y contra el Fascismo. Allí escribe junto con el escritor Langston Hughes el Juramento de los poetas a Federico García Lorca, leído en el congreso por  Louis Aragon y que será firmado por cuarenta poetas de 26 países diferentes (aquí en traducción de Ioanna Nicolaidou):
En tu nombre, Federico García Lorca,
que diste la vida en España por la libertad
de la palabra viva,
nosotros, poetas de todos los países del mundo,
que hablamos y escribimos en nuestras lenguas
diferentes y diversas
prestamos aquí juramento común:
tu nombre no se olvidará nunca en el planeta
y mientras haya tiranía y opresión,
en tu nombre
las combatiremos
no solo con la palabra
sino con la propia vida.
Tras haber viajado también a Checoslovaquia, Italia, Austria y Grecia, en 1938 se establece permanentemente en Alejandría. Al año siguiente comienza como director en la tenería de Mikés Jalcusis, puesto que conserva hasta su marcha a Atenas en 1963.
Desde el año 1942, junto con Ceodosis Pieridis, participa en la edición de la revista antifascista Elin [Griego]. Ese mismo año marchará con su esposa, la pareja Pieridis y otros a Palestina, huyendo de las tropas de Rommel. En 1943 se crea la Liga Griega de Liberación (EAS) [en griego Ελληνικός Απελευθερωτικός Σύνδεσμος (ΕΑΣ)], a imagen y semejanza del Frente de Liberación Nacional (EAM) [en griego Εθνικό Απελευθερωτικό Μέτωπο (ΕΑΜ)] que, creado en Grecia en 1941, lideró el movimiento de resistencia popular griega contra la ocupación nazi. Tsircas, que forma parte del organismo constituyente, se hará también responsable de su sección de Alejandría. Desde 1947 hasta 1950 asumirá la responsabilidad de toda la organización, cargo que dejará para dedicarse a su trabajo como escritor.
Desde 1945 hasta 1961 pertenece a la organización comunista de la colonia, Vanguardia Antifascista, de la que fue secretario desde 1946 hasta 1951. En esta época a menudo escribe el editorial de los periódicos Foní [Voz] (1952-53) y Páricos [Residente extranjero] (1953-61), pertenecientes a dicha organización.
Tras haber publicado ya tres libros de relatos entre 1944 y 1954, en 1956, en plena crisis internacional provocada por  la estatalización del canal de Suez por el presidente egipcio Nasser, escribe en diez días Nuredín Boba, novela corta inspirada en las luchas anticolonialistas del pueblo egipcio. Editada en Atenas, la novela dio a conocer a Tsircas entre el público lector griego.
No obstante su obra más importante es Ciudades a la deriva (1960-1965), que introduce en la narrativa griega elementos de una modernidad atrevida y experimental. Está compuesta por tres novelas: El Club, Ariagni y Bat según la edición española, o El Círculo: en Jerusalén, Ariadna: en El Cairo, y El Murciélago: en Alejandría, en la edición argentina. El eje central de esta trilogía, enmarcada en el contexto de la II Guerra Mundial (en los años 1941-44), lo conforman los acontecimientos históricos y políticos de la época en Oriente Medio, concretamente en las tres ciudades «a la deriva» del título: Jerusalén, El Cairo y Alejandría. Entre ellos destacan los acontecimientos del polémico y cuestionado movimiento de abril de 1944, en que un nutrido sector del ejército griego se levantó en Oriente Medio contra el intento de los partidarios de Metaxás y del mando británico de asegurarse su sometimiento político tras la liberación. La publicación de la primera parte (El Club, 1960), en la que ya destaca la crítica antiestalinista que recorre la trilogía, desató la reacción de la dirección del Partido Comunista de Grecia [en griego Κομμουνιστικό Κόμμα Ελλάδας (KKE)], que defendía que la novela distorsionaba los valores comunistas y difamaba al movimiento y sus dirigentes y que pidió al autor que se retractara de su obra, a lo que Tsircas se negó. Debido a su negación fue expulsado del partido. Las críticas quizá promovieran que la segunda novela de la trilogía, Ariagni, contara con una escritura más realista y que en ella se multiplicaran los referentes históricos. Tras su publicación se desarrolló una importante polémica entre los círculos progresistas, con detractores y defensores de la obra, que en realidad encerraba un importante debate político e ideológico entre dos tendencias de la izquierda. Acentuadas las diferencias, el KKE se escindió en 1968, año en que el partido comunista tradicional quedó bajo los auspicios de la URSS. Tsircas se afilió a la otra rama, denominada Partido Comunista del Interior.
Durante estos años se producen importantes cambios en la vida del autor. En 1963, consumado ya el desmantelamiento de la colonia griega en Egipto, Tsircas, su mujer y su hijo deben decidir entre solicitar la ciudadanía egipcia o trasladarse a otro país. Las nuevas condiciones de trabajo aplicables a los residentes extranjeros, que dejan a Tsircas desempleado y en medio de grandes dificultades económicas, les llevan a trasladarse a Atenas.
En 1967 tiene lugar en Grecia el golpe de Estado que instauró la Dictadura de los Coroneles. Durante este periodo se impone una censura preventiva ante la que muchos autores deciden no publicar. Tsircas toma parte en este silencio literario fruto del régimen político y se limita a realizar traducciones. Con la sustitución de la censura preventiva por una ley de prensa que exige que el contenido de toda publicación quede claramente reflejado en el título, el autor participa junto con otros escritores de la época (Seferis, Ritsos, etc.) en la elaboración de un volumen titulado Dieciocho textos, y con la que estos escritores del momento intentan romper ese silencio y parodiar la situación.
La novela Primavera perdida (1976) estaba destinada a ser la primera parte de una nueva trilogía. Habría de ser sin embargo su última obra. Stratís Tsircas muere en Atenas en junio de 1980 a la edad de 68 años.

## Obra
- Φελλάχοι [Fellahín], antología poética, Alejandría, 1937.
- Το Λυρικό Ταξίδι [Viaje lírico], antología poética, Alejandría, 1938.
- Αλλόκοτοι άνθρωποι και άλλα διηγήματα [Gente extraña y otros relatos], colección de relatos, Alejandría, 1944.
- Προτελευταίος Αποχαιρετισμός και Ισπανικό Ορατόριο [Penúltima despedida y Oratorio español], antología poética, Alejandría, 1946.
- Ο Απρίλης είναι πιο σκληρός [Abril es más cruel], colección de relatos, Alejandría, 1947.
- Ο ύπνος του θεριστή και άλλα διηγήματα [El sueño del segador y otros relatos], colección de relatos, Alejandría, 1954.
- Νουρεντίν Μπόμπα και άλλα διηγήματα [Nuredín Boba y otros relatos], novela corta, Atenas, 1957.
- Ο Καβάφης και η εποχή του [Cavafis y su época], Premio nacional a la mejor biografía, Atenas, 1958.
- Ακυβέρνητες Πολιτείες [Ciudades a la deriva] (1961-1965), trilogía compuesta por:
  - Η Λέσχη [El Club], Atenas, 1960.
  - Αριάγνη [Ariagni], Atenas, 1962.
  - Η Νυχτερίδα [Bat], Atenas, 1965.
- Στον κάβο κι άλλα διηγήματα [Al cabo y otros relatos], relato, Atenas, 1966.
- Αλλαξοκαιριά [Los tiempos han cambiado], relato (publicado en el volumen Dieciocho textos), Atenas, 1970.
- Ο πολιτικός Καβάφης [El Cavafis político], crítica, Atenas, 1971.
- Τα ημερολόγια της τριλογίας «Ακυβέρνητες Πολιτείες» [Los diarios de la trilogía «Ciudades a la deriva»], Atenas, 1973.
- Η Χαμένη Άνοιξη [La primavera perdida], novela política, Atenas, 1976.

### Traducciones
- Le Temps d'un soupir, Anne Philipe, 1965.
- Μύθοι [Fábulas], Esopo, 1968.
- Dans les années profondes, Pierre-Jean Jouve, 1968.
- The forest Path to the Spring, Malcom Lowry, 1968.
- Le Petit Prince, Antoine de Saint-Exupéry, 1968.
- Grimms Märchen [Cuentos], Jakob y Wilhelm Grimm, 1969.
- Les Ceci, Stendhal, 1969.
- Tra donne sole, Cesare Pavese, 1969.
- Enchomion moriae seu laus stultitiae [Elogio de la locura], Erasmo de Róterdam, 1970.
- Un printemps d'Italie, Emmanuel Roblès, 1972.
- Une été près de la mer, Anne Philipe, 1978.